# Konstruktywna nieobecność
Konstruktywna nieobecność, konstruktywne wstrzymanie się od głosu – praktyka stosowana w procesie decyzyjnym Unii Europejskiej w kwestiach wspólnej polityki zagranicznej i bezpieczeństwa, polegająca na niebraniu udziału w głosowaniu przez państwo, które nie akceptuje postulowanych decyzji, ale też nie chce ich wetować. W takiej sytuacji względem tego państwa uchwała nie ma mocy wiążącej, jednak to państwo akceptuje, że uchwała wiąże pozostałe państwa Unii. Państwo to również powstrzymuje się od wszelkich działań, które mogłyby być sprzeczne lub utrudnić działania Unii podejmowane na podstawie tej decyzji. W zamian pozostałe państwa członkowskie szanują stanowisko państwa, które powstrzymuje się od głosowania. Konstruktywna nieobecność działa, o ile nie skorzysta z niej co najmniej jedna trzecia państw członkowskich, których łączna liczba ludności stanowi co najmniej jedną trzecią ludności Unii. Jest ona stosowana, gdy decyzje podejmowane przez Radę wymagają jednomyślności.